# Setge de Lisboa (1147)
El setge de Lisboa, amb inici el dia 1 de juliol de 1147, i que s'estengué fins al 25 d'octubre, fou un episodi integrant del procés d'expansió feudal cristiana de la península Ibèrica, acabant amb la conquesta d'aquesta important ciutat als moros per les forces d'Alfons I de Portugal (1112-1185) amb l'ajut dels croats. Efectivament, aquest episodi constituí l'únic èxit de la Segona Croada.

## Antecedents
Els primers mesos de la Primera Croada, l'any 1095, el Papa Urbà II demanaria als croats ibèrics (futurs portuguesos, castellans, lleonesos i catalano-aragonesos) que restessin al seu país, ja que la seva pròpia guerra era considerada tan valent com la dels croats en direcció a Jerusalem. Eugeni reiterà la decisió, autoritzant Marsella, la República de Pisa, la República de Gènova, i altres grans ciutats mediterrànies a participar en la guerra d'expansió feudal.
El 1095, la Taifa de Badajoz va ser conquerida pels almoràvits, però el 1144, arran de la Revolta contra els almoràvits, va tornar a ser breument un regne independent 1144 sota Aben Hasham, encara que sotmès a la Taifa d'al-Gharbia (1145-1146).
El reconeixement de Castella va arribar l'any 1143 amb el tractat de Zamora i prové del desig d'Alfons VII de Castella de ser emperador i, per tant, de la necessitat de tenir reis com a vassalls. Des de llavors, Alfons I va procurar consolidar la independència que havia declarat, traslladant la seva capital de Guimaraes a Coimbra, més a prop de la frontera musulmana.
Després del Setge d'Edessa, el 1144, el Papa Eugeni III convocà una nova croada per al 1145 i 1146, permetent a Alfons VII de Castella equiparar les seves campanyes contra els musulmans a la Segona Croada i finalment autoritzant l'expansió de la croada per la península Ibèrica. En 1146, Alfons I de Portugal

## Reunió de les tropes
El 19 de maig de 1147 sortiren els primers contingents de croats de Dartmouth (Devon) constituïts per flamencs, normands, anglesos, escocesos i alguns croats germànics. Segons Odó de Deuil, constituïen un total de 164 vaixells, un valor que probablement augmentaria progressivament fins a l'arribada a Portugal. Durant aquesta part de la croada, no foren comandats per cap príncep o rei; Anglaterra era en ple període d'anarquia. Així, la flota estava dirigida per Arnold II d'Aerschot, Christian de Ghistelles, Henry Glanville, Simon de Dover, Andrew de Londres, i Saher d'Archelle.
L'armada arribà a la ciutat de Porto el 16 de juny, on el bisbe Pedro II Pitões els convencé a participar en aquesta operació militar. Després de la conquesta de Santarém (1147), coneixent la disponibilitat dels croats per ajudar, les forces d'Alfonso Henriques feren camí cap al sud, a Lisboa.

## El setge

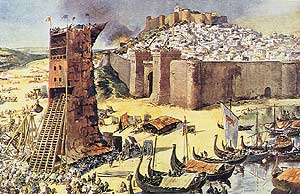
El setge de Lisboa, per Alfredo Roque Gameiro

Les forces portugueses avançaren per terra, i les dels croats per mar, penetrant a la desembocadura del riu Tejo; el juny d'aquell mateix any, totes dues forces estaven reunides, originant les primeres lluites cap a la zona del turó en el qual hi havia la ciutat en aquella època, avui anomenada Baixa. Després de violents combats, la zona fou dominada pels cristians, imposant-se d'aquesta manera el setge a l'opulenta ciutat mercantil.
Ben defensades, les muralles de la ciutat es mostraren inexpugnables. El nombre de ferits augmentà considerablement durant el setge, a través de màquines de guerra que llançaven projectils. A principis d'octubre, els conqueridors aconseguiren fer caure una part de la muralla, obrint una gran esquerda per on entraren els invasors. En aquells moments, s'aproximà una torre de fusta construïda pels invasors cap a la muralla, permetent l'accés a l'esquerda. Davant la imminència d'un assalt cristià pels dos fronts, els musulmans, afeblits pels atacs, per la fam i per les malalties, es rendiren el 24 d'octubre. L'endemà, el sobirà i les seves forces entraren a la ciutat, saquejada violentament pels croats.

## Conseqüències
Després d'aquest setge s'originaren els episodis llegendaris de Martim Moniz, i de la llegendària batalla de Sacavém. Alguns croats s'establiren a la ciutat, entre els quals se'n destaca Gilbert de Hastings, escollit bisbe de Lisboa. Després de la rendició, una epidèmia de pesta s'estengué per la regió causant milers de víctimes entre la població. Lisboa es tornà, mentrestant, capital del Regne de Portugal el 1255.